# Чернутьєвське сільське поселення
Черну́тьєвське сільське поселення (рос. Чернутьевское сельское поселение) — муніципальне утворення у складі Удорського району Республіки Комі, Росія. Адміністративний центр — село Чернутьєво.

## Населення
Населення — 392 особи (2017, 511 у 2010, 714 у 2002, 1242 у 1989).

## Склад
До складу поселення входять такі населені пункти:
| Населений пункт      | Населення, осіб (1989) | Населення, осіб (2002) | Населення, осіб (2010) |
| -------------------- | ---------------------- | ---------------------- | ---------------------- |
| Мелентьєво, присілок | 62                     | 41                     | 37                     |
| Мучкас, присілок     | 65                     | 35                     | 21                     |
| Сьольиб, присілок    | 735                    | 311                    | 194                    |
| Чернутьєво, село     | 380                    | 327                    | 259                    |